# Kvarteret Bondesonen större

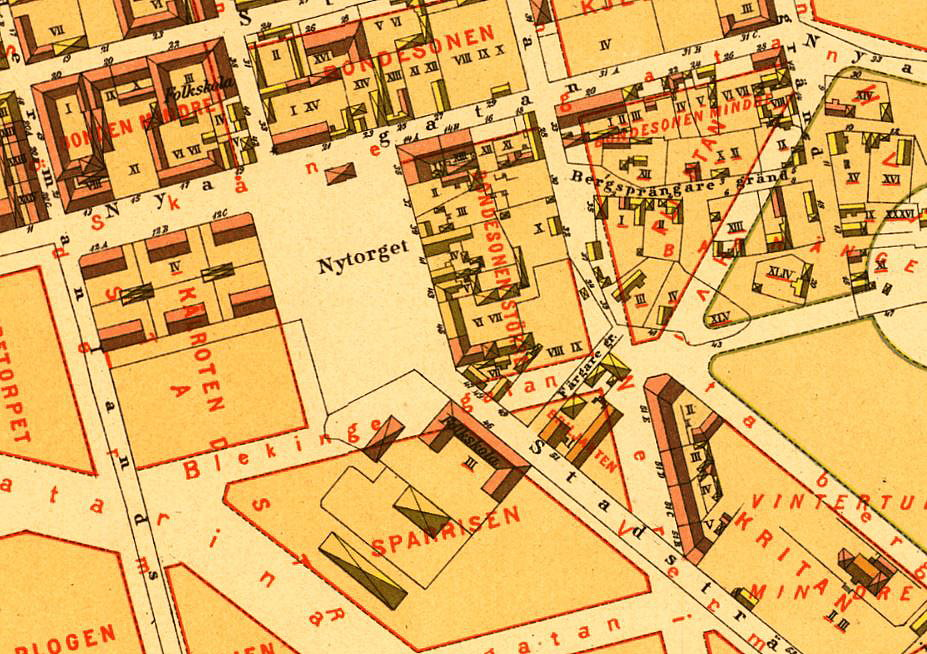
Kvarteret Bondesonen större och Nytorget. Del av Alfred Rudolf Lundgrens Stockholmskarta med regleringsplanerna från 1885.

Kvarteret Bondesonen större ligger på östra Södermalm i Stockholm. Kvarteret begränsas i norr av Skånegatan, i öster av Renstiernas gata, i väster av Nytorget och i söder av Katarina Bangata samt Gotlandsgatan. Idag består kvarteret av sex fastigheter: Bondesonen större 16, 19, 20, 21, 22 och 23. Bebyggelsen härrör från 1600-talets mitt till 1990-talet. Husen är blå- respektive grönklassade av Stadsmuseet i Stockholm, vilket innebär att de bedöms ha ”synnerligen höga kulturhistoriska värden” respektive har ”positiv betydelse för stadsbilden och/eller har ett visst kulturhistoriskt värde”.

## Kvarteret allmänt

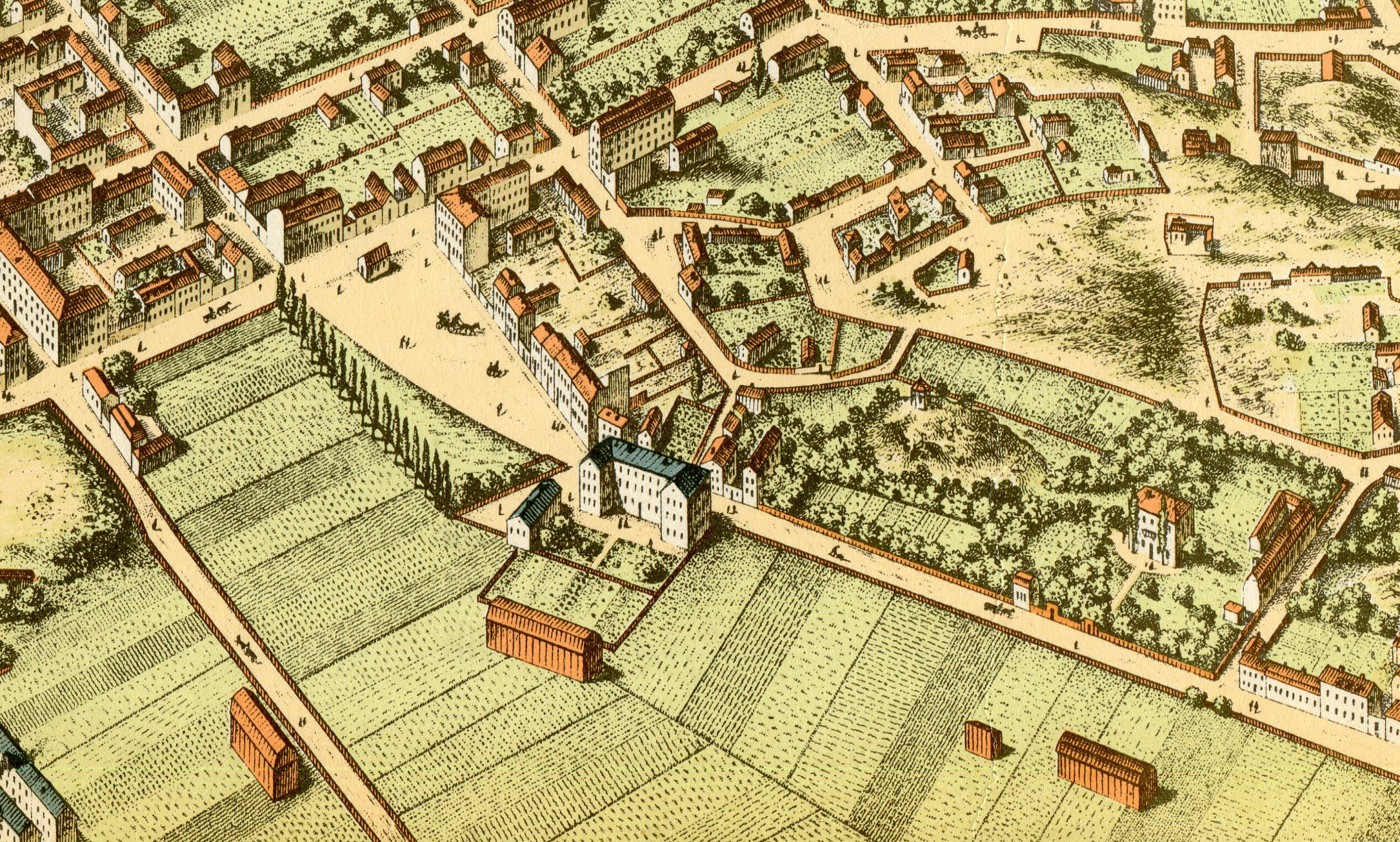
Kvarteret och torget på Heinrich Neuhaus Stockholms panorama 1870-tal.

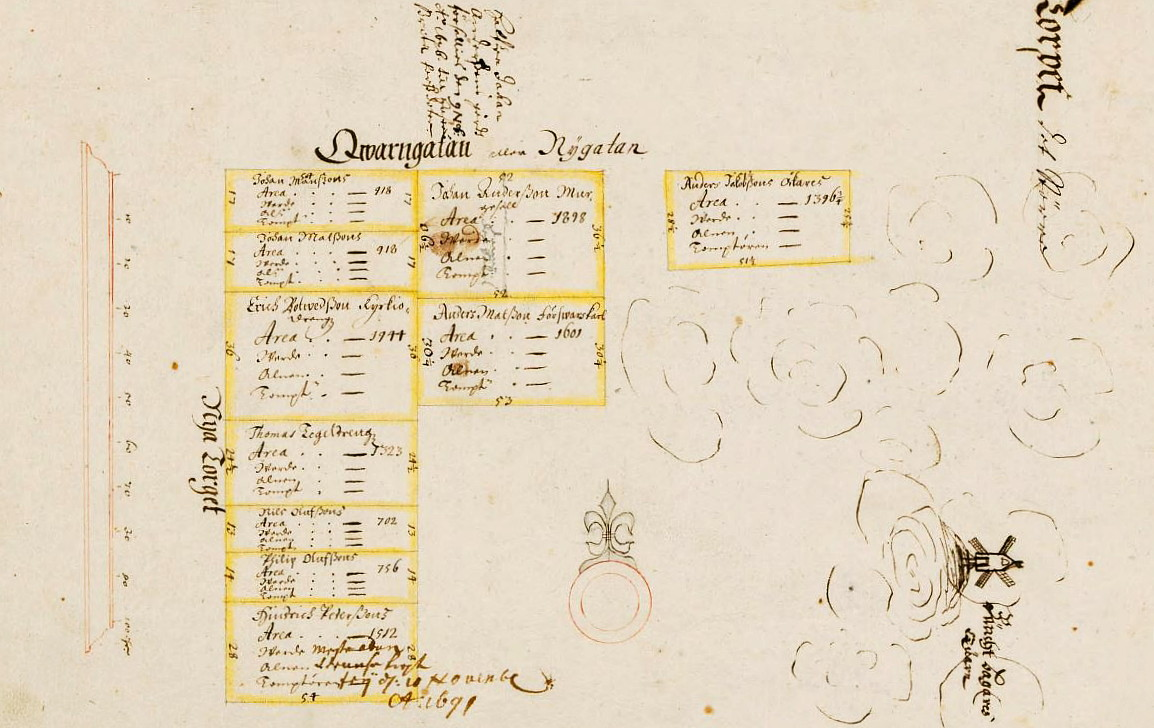
"Bonde Torpet det större", Holm 1674.

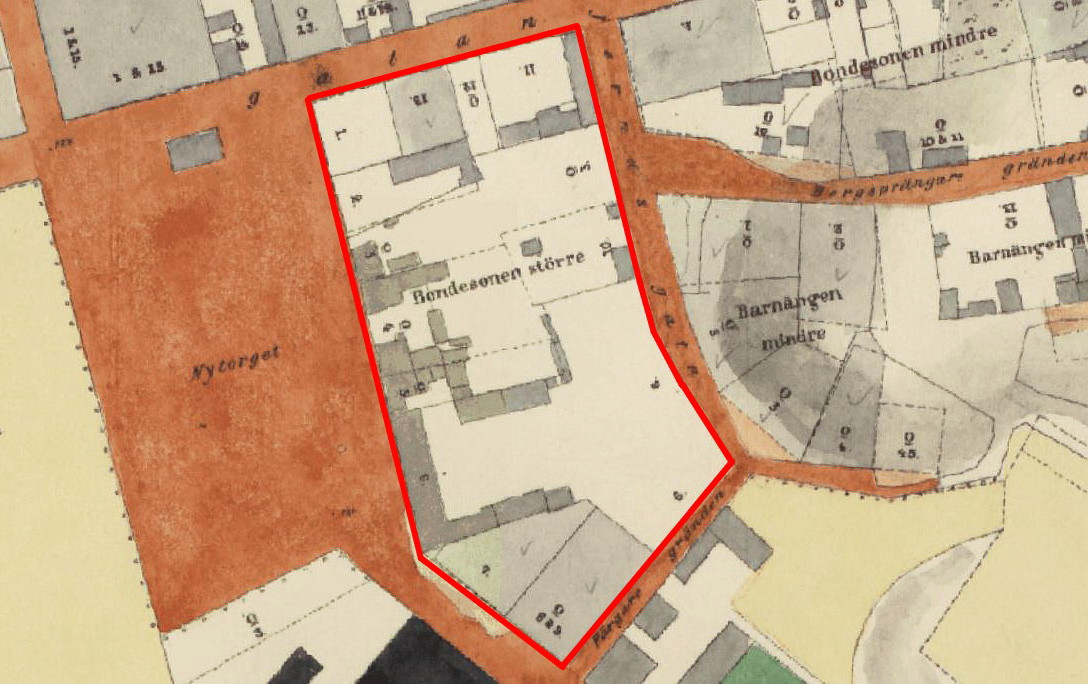
Kvarteret Bondesonen större 1863.

Kvartersnamnet Bonden finns belagt från 1651 och har enligt Björn Hasselblad (Stockholmskvarter) troligen sin bakgrund i de bönder som i samband med sina besök i Stockholm sökte ett natthärbärge här. Adelsätten Bonde ligger enligt honom inte bakom namnet. Enligt Nils-Gustaf Stahre (Stockholms gatunamn) kan det mycket väl vara det vanliga släktnamnet Bonde som gav upphov till kvartersbeteckningarna. 
I Holms tomtbok från 1674 omtalas flera tomtägare i omgivningen vid namn Bonde (Oluff Nilsson Bonde, Jon Olufsson Bonde och Anders Torsson Bonde). År 1701 omnämns en Stefan Torsson Bonde som var ägare till "Bondens gård". Utöver Bondesonen större och Bondesonen mindre finns i omgivningen även Bonden större, Bonden mindre, och Bondesonen. Ett äldre kvartersnamn för Bondesonen större är Bonde torpet det större (Holms tomtbok 1674).
Kvarteret Bondesonen större har under gångna tider ändrat form och storlek ett flertal gånger. Anledning till det var planerade gatu- och kvartersregleringar vilka byggde på Lindhagenplanen från 1866 som skulle utföras kring Vita bergen. Enligt planen skulle det oregelbundna kvarteret reduceras till en rektangel med samma proportioner som Nytorget. Hur det skulle bli syns på Alfred Rudolf Lundgrens detaljrika Stockholmskarta från 1885. I norr kom den breddade Skånegatan att ta en bit av kvarteret och i öster inkräktade Renstiernas gata på några tomter. 
Kring sekelskiftet 1900 fanns det även planer att anlägga en monumental trappa från Renstiernas gata upp till den nybyggda Sofia kyrka vilket hade krävt omfattande rivningar. En folkopinion med Anna Lindhagen i spetsen satte stopp för dessa planer. Hon kunde dock inte förhindra att en del hus revs i samband med Renstiernas gatas framdragning på 1930-talet. Då bröts även Vita Bergens samband med Nytorget.
På 1970-talet utvidgades kvarteret mot sydväst att omfatta det tidigare kvarteret Sparrisen där Malongen och Katarina södra skola ligger. I stadsplanen från 1974 k-märktes den kulturhistoriska bebyggelsen inklusive Malongen.
Nuvarande detaljplan för kvarteret fastställdes 1988. I kvarterets södra spets ligger idag Malongenparken (tidigare kvarteret Briljanten), vilken till stor del nyttjas som hundrastgård. Här planeras för närvarande (2018)[uppföljning saknas] ett bostadshus med 20 hyresrätter, byggstart preliminärt år 2020. I kvarterets norra hörn Skånegatan / Renstiernas gata finns idag en namnlös park. Även här planeras ett nytt bostadshus som skall innehålla 34 lägenheter.

## Kvarterets fastigheter

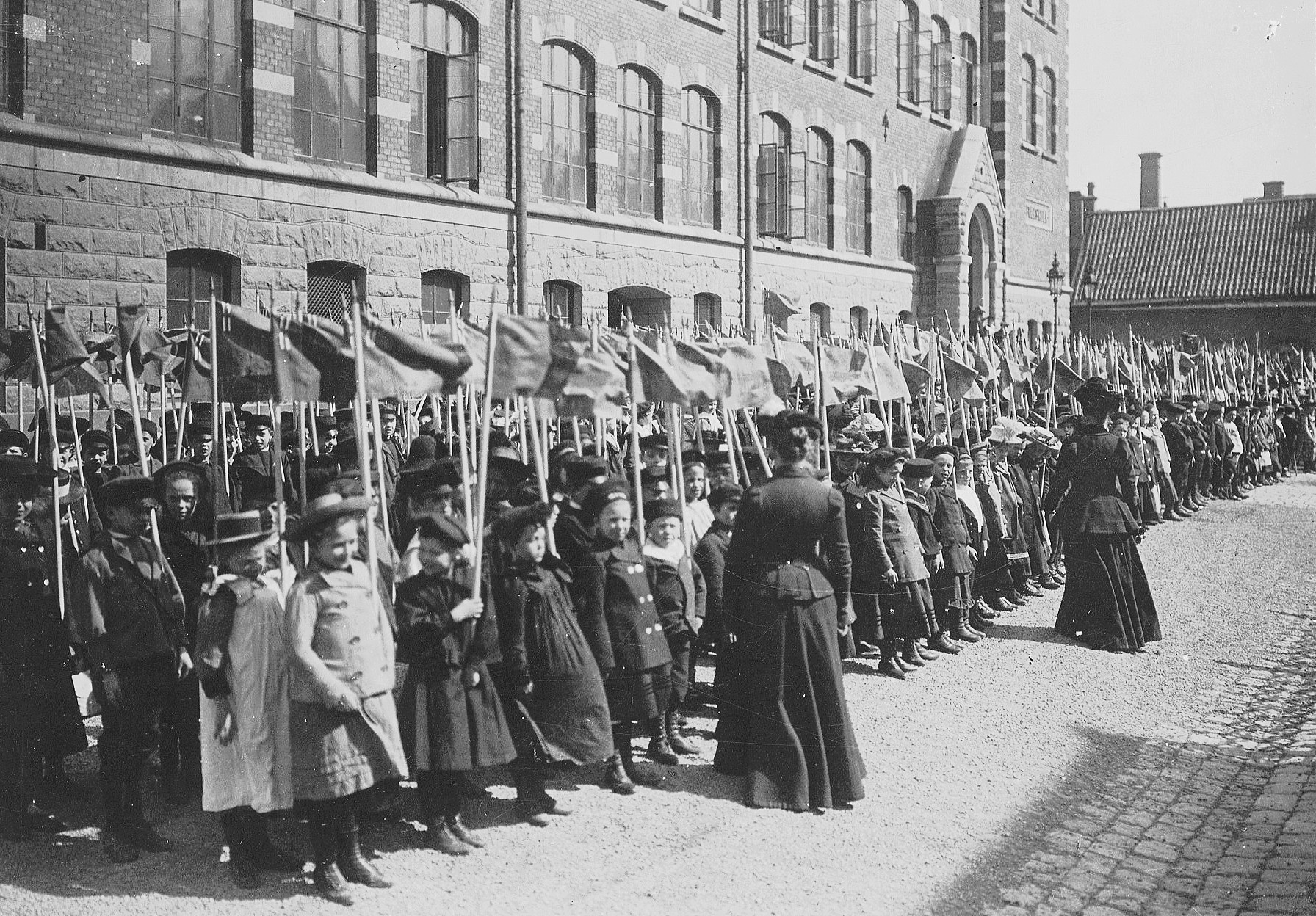
Katarina södra folkskola, 1900.

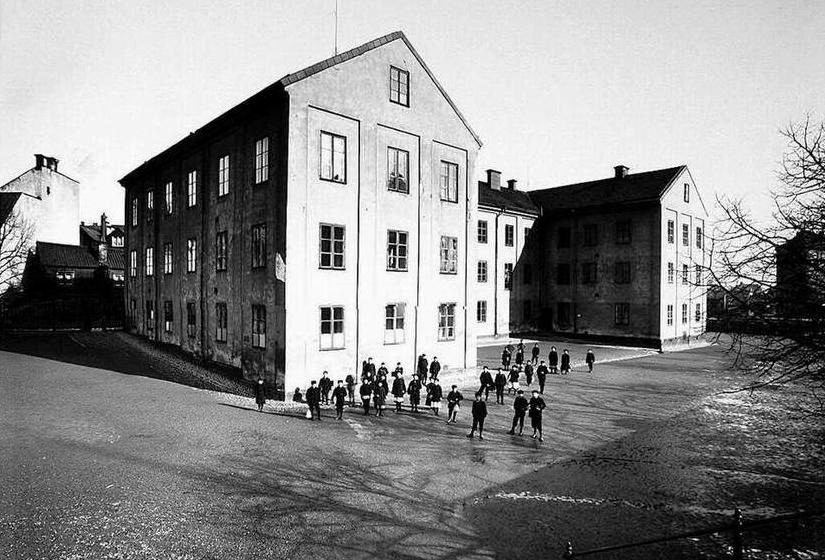
Malongen, 1900.

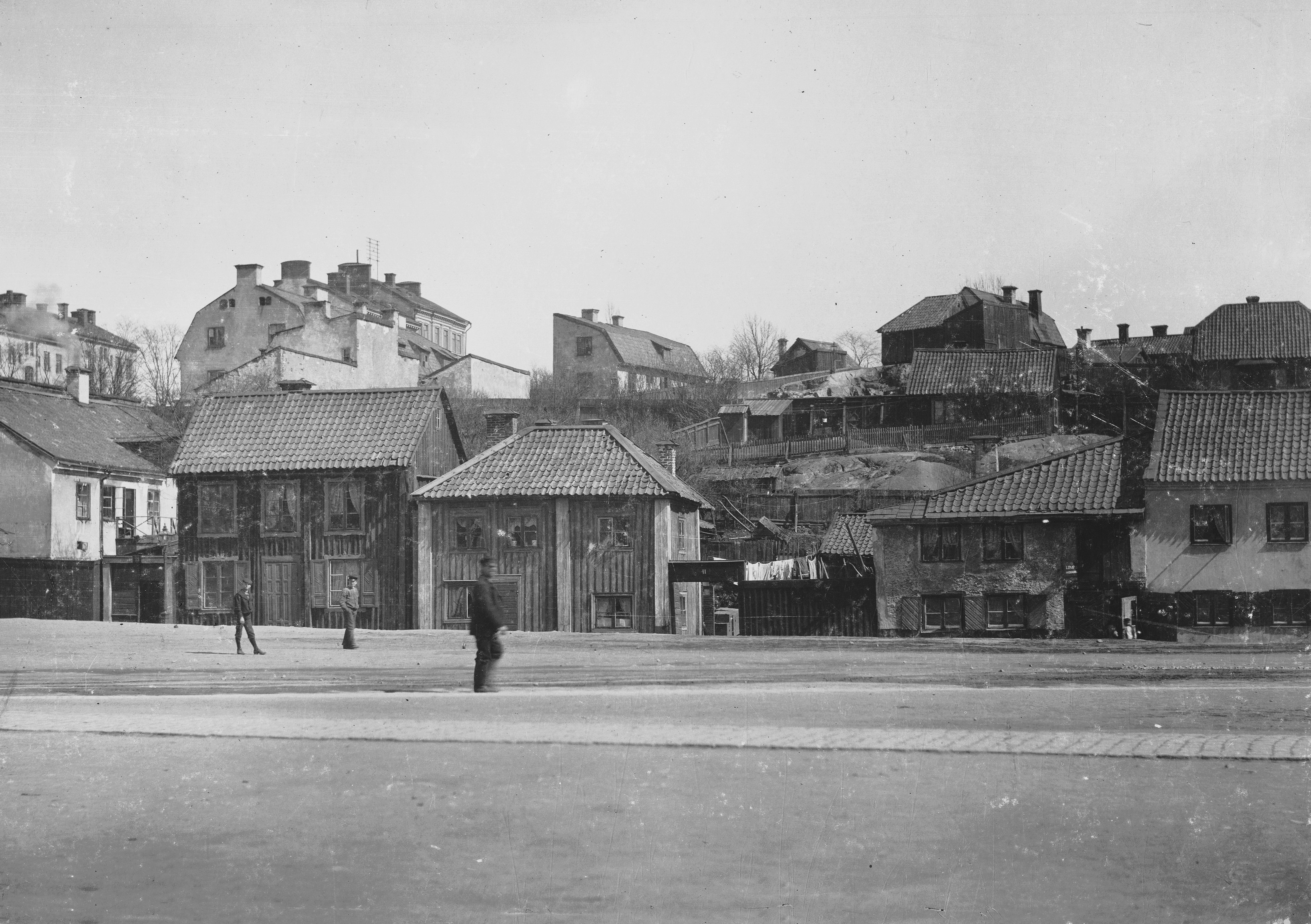
Bondesonen större 21, 1900.

### Bondesonen större 16 (tidigare Sparrisen)
Skolan byggdes åren 1886 till 1888 och invigdes den 1 oktober 1888 som folkskola, ursprungligen under namnet Katarina södra folkskola. Katarina Församlings Skolråd var byggherre och arkitekt var Wilhelm Bergströms. Skolhuset var då ett magnifikt verk över strävan att förbättra förutsättningarna för undervisning av barn på det barnrika Södermalm. Den nya skolan på Södermalm skulle då ge plats åt cirka 1 800 av Sofia församlings dåvarande totalt cirka 3 000 barn. Bergström gestaltade den monumentala byggnaden i nyrenässans. Byggnaden är grönmärkt av Stadsmuseet.

### Bondesonen större 19 (tidigare Sparrisen)
Huset är en av Stockholms äldsta bevarade industribyggnader, uppförd under andra hälften av 1600-talet. Malongen har använts som fabrik, sjukhus och nödbostäder. År 1867 inköptes Malongska huset av Stockholms stad som hade beslutat att låta genomföra en ombyggnad till folkskola som fick namnet Katarina södra folkskola. Det blev då Södermalms första allmänna skola. I samband med denna ombyggnad fick Malongen dagens form och volym. På tomten står även före detta gymnastikhuset Kuggen som uppfördes 1923 efter ritningar av arkitekt Bror Albert Siösteen. Idag finns här konstnärsateljéer. Malongen beskrivs av bland andra Per Anders Fogelström i Mina drömmars stad. Byggnaden ägs av AB Stadsholmen och är blåmärkt av Stadsmuseet.

### Bondesonen större 20 och 22
Fastigheterna omfattar moden bebyggelse uppförd åren 1988–1990: en barnstuga i hörnet Nytorget / Skånegatan, ett flerbostadshus vid Renstiernas gata 36-40 och en femfamiljsvilla vid Nytorget 11. Den senare fogades varsamt in  mellan de äldre, kulturhistoriskt värdefulla husen. Byggherre var Stockholms Kooperativa Bostadsförening (SKB) och arkitekt var Lars Bryde. Alla tre byggnader är grönmärkta av Stadsmuseet.

### Bondesonen större 21
Bondesonen större 21 omfattar kulturreservatsbebyggelsen längs Nytorgets östra sida med husnummer 3–9. Fastigheten består av flera trä- och stenhus uppförda under 1700-talets första hälft och fram till 1800-talets början. Kvarteret visar hur Stockholms bostadsbebyggelse såg ut under den tidiga industriella perioden. Iögonfallande är gathusets (Nytorget 3) kontursågade fönsterfoder som tillkom under 1860-talet, när mamsell Mathilda Stenius lät genomföra ”kostsamma reparationer och ändringar av sin fastighet”.
Fastigheten köptes 1891 av Staden från skomakarmästare C.T. Marelius. Idag ägs den av AB Stadsholmen och är blåmärkt av Stadsmuseet. Byggnadsbeståndet renoverades varsamt i början av 1980-talet efter ritningar av arkitektbyrån vid Stockholms stads fastighetskontor och Carlbring Edlund arkitektkontor.

### Bondesonen större 23 (tidigare Briljanten)
Fastigheten Bondesonen större 23 avslutar kvarteret i söder, adressen är Nytorget 13 A-C. Ursprungligen låg söder om fastigheten ett större bostadshus som revs på 1930-talet. Det idag bevarade huset uppfördes under 1700-talets första hälft, exakt årtal är okänt. I brandförsäkringshandlingar från 1747 omnämns ett trähus, ett hus av både sten och trä med tegeltak, vedbodar, lusthus och stall. Tomten ägdes av Cattuns väveri och tryckeri men det är oklart om byggnaden nyttjades för tillverkning av kattun.
Fastigheten vandrade genom många händer innan den köptes av Stockholms stad 1886. Under 1930-talet revs alla byggnader förutom bostadshuset och uthuset. I början av 1970-talet genomfördes en stor ombyggnad och restaurering i samarbete med dåvarande Stockholms stadsmuseum. Bebyggelsen ägs av AB Stadsholmen är blåmärkt av Stadsmuseet.

### Nutida bilder

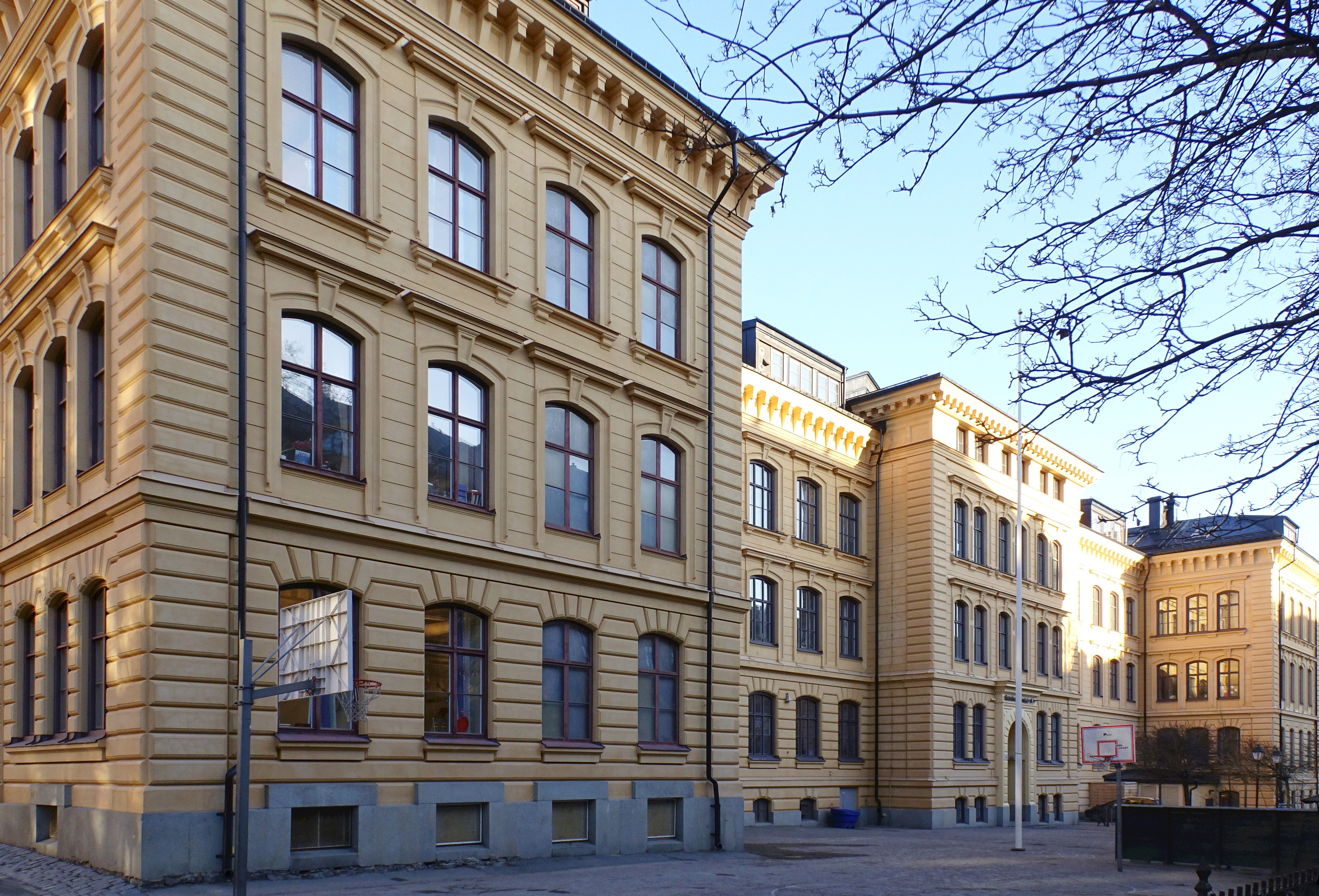
Katarina Södra skola. (Bondesonen större 16)
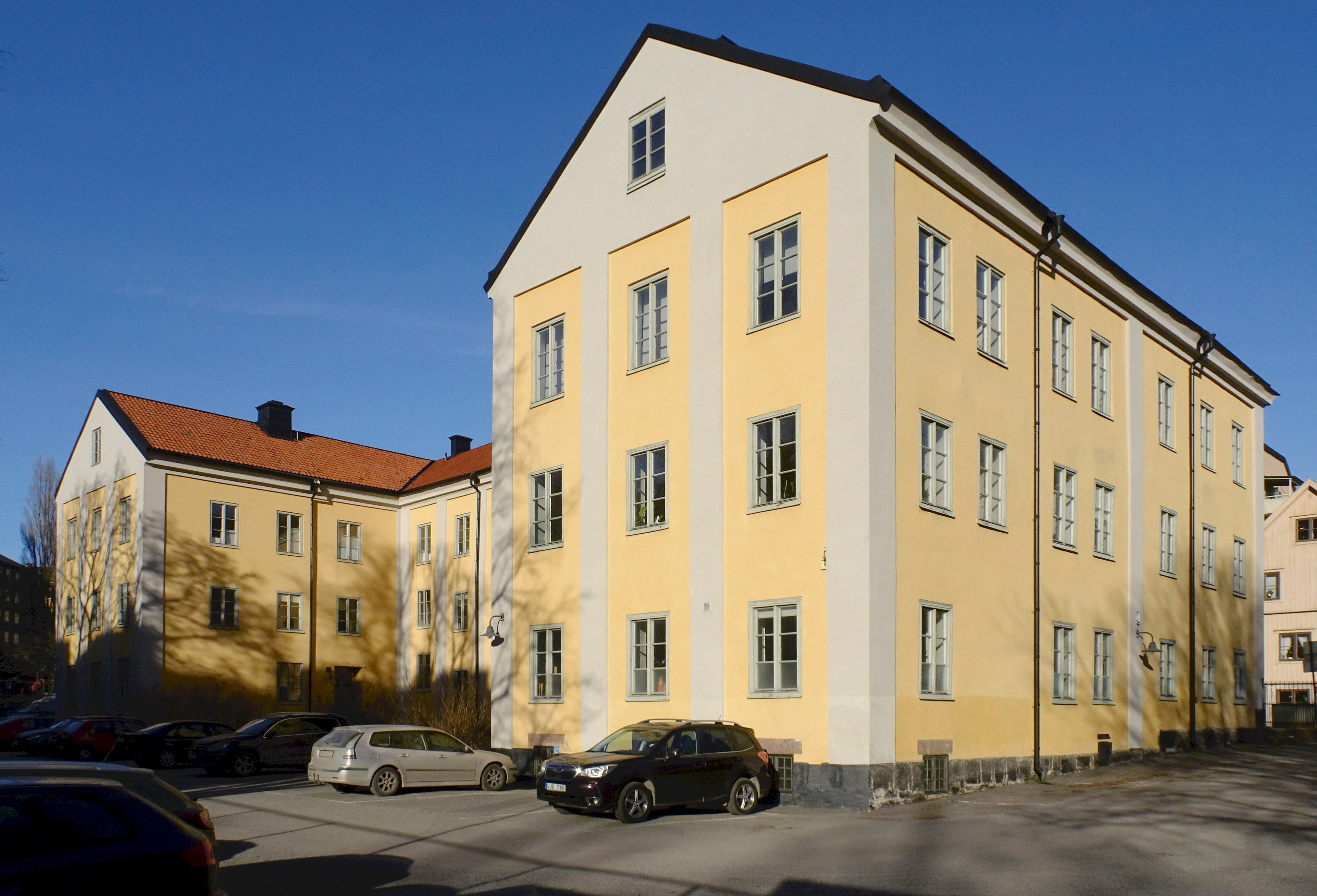
Malongen. (Bondesonen större 19)
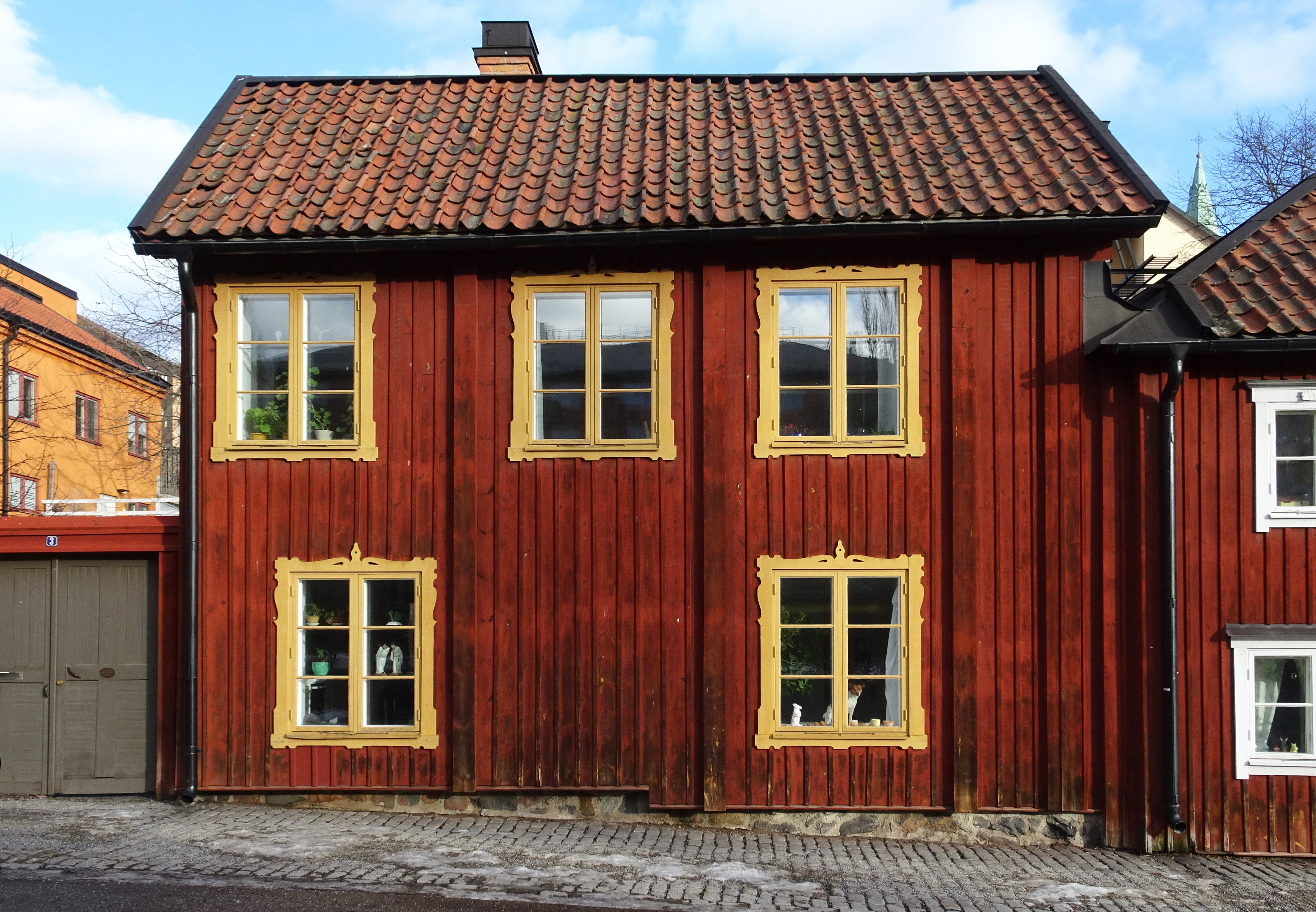
Nytorget 3. (Bondesonen större 21)
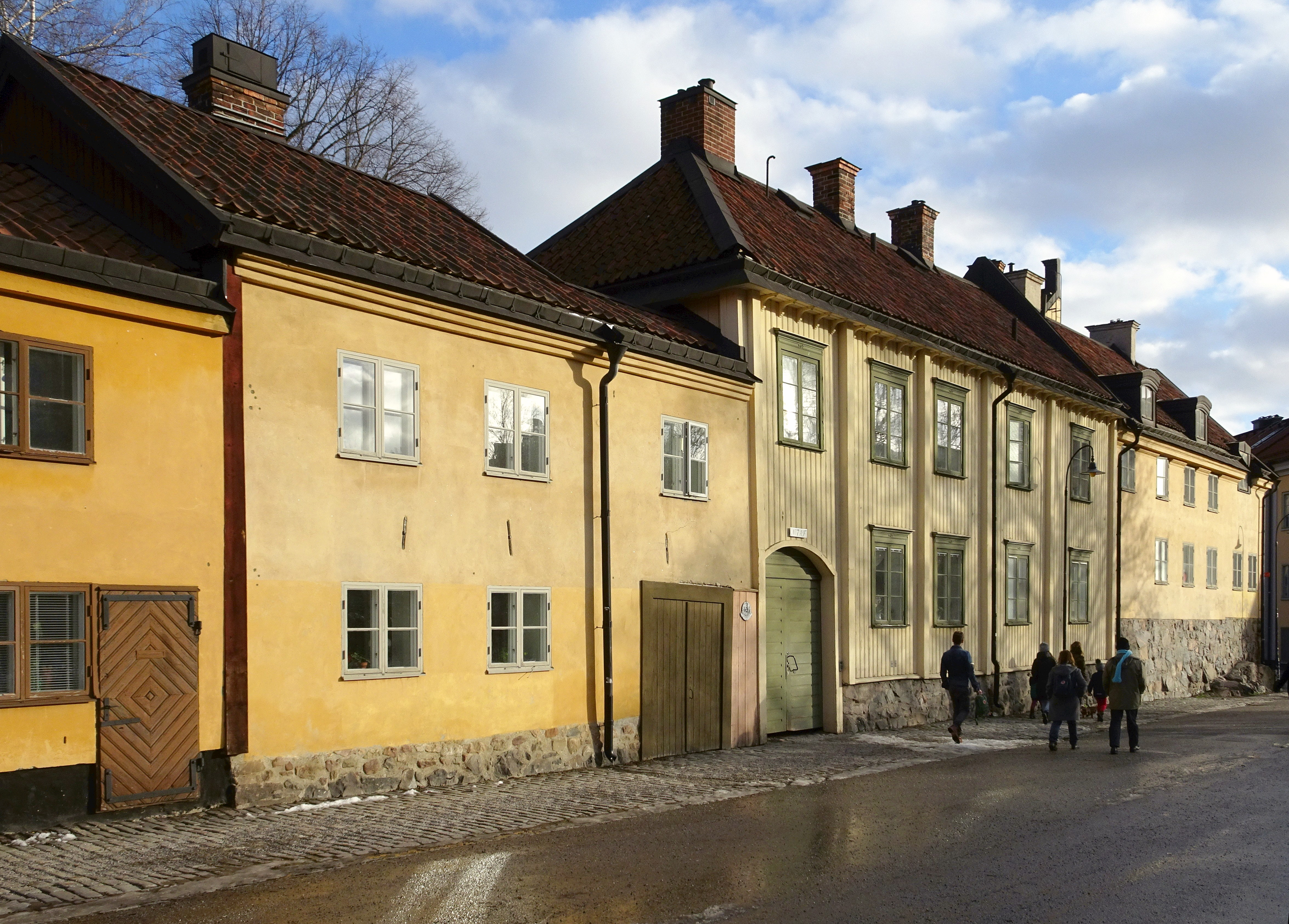
Nytorget 7A, B, C. (Bondesonen större 21)
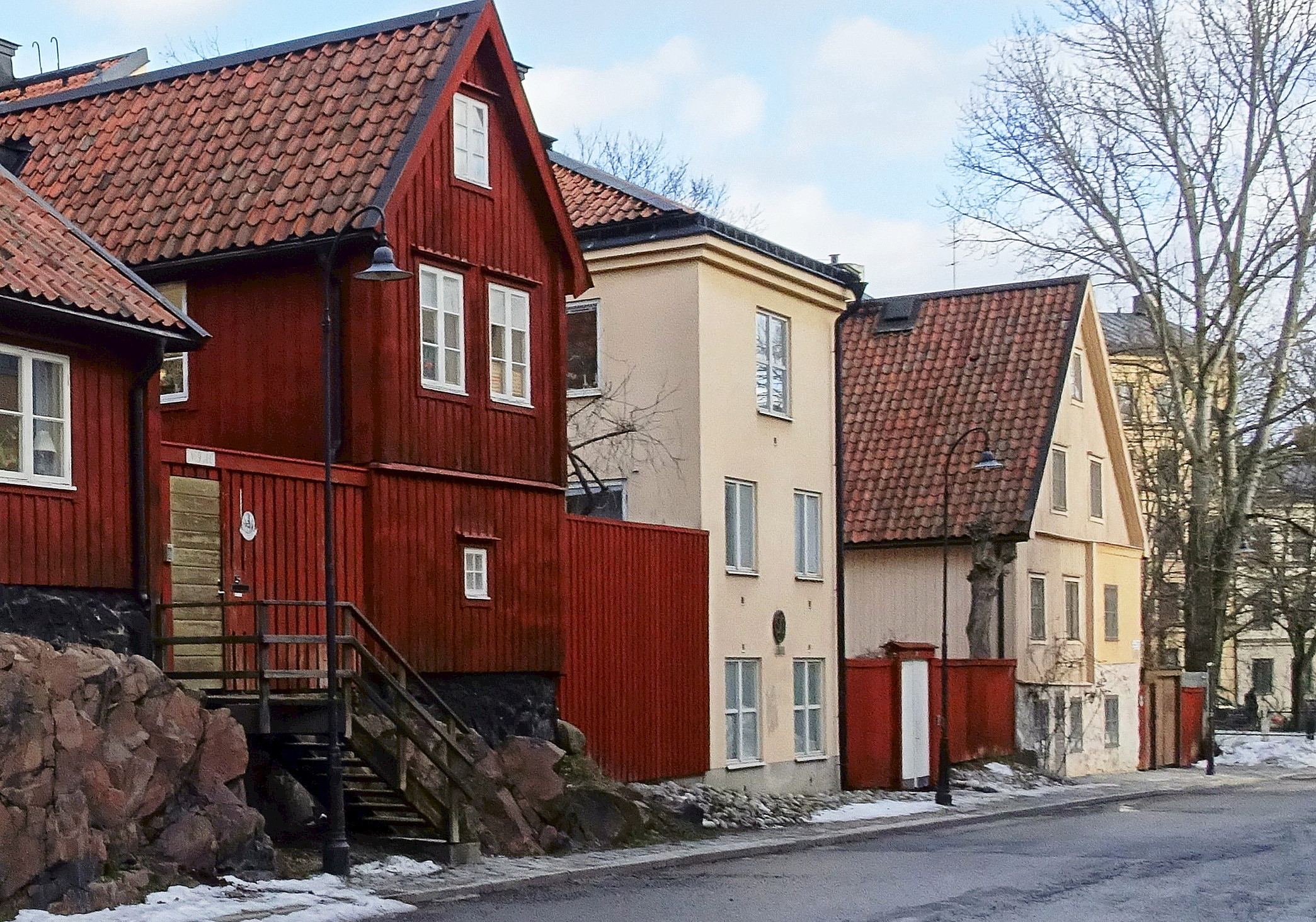
Nytorget 9 (närmast), 11 och 13. (Bondesonen större 21, 22, 23)